# Új Művészek Egyesülete

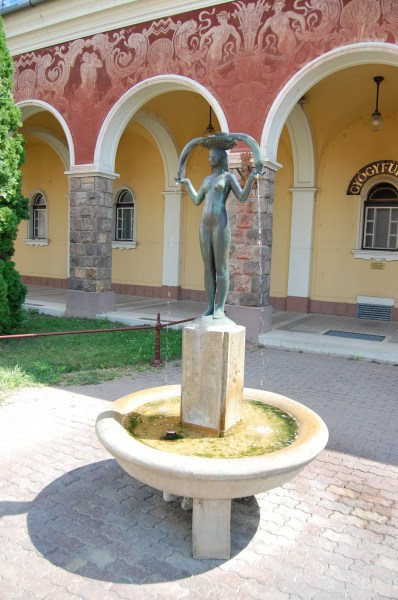
Borbereki-Kovács Zoltán
Lány halakkal (Szolnok, 1937)

Új Művészek Egyesülete (UME) fiatal művészekből álló művészcsoport. Vaszary János festő és főiskolai tanár alapította1923-ban.

## Története
Vaszary támogatta az új képzőművészeti irányzatokat, az avantgárd mozgalmat. Az Új Művészek Egyesülete művészcsoport egy ideig a KUT-hoz tartozott, majd 1927-ben újjászervezték és önálló lett. 1932-ben a KUT-tal közös kiállítást rendeztek a Nemzeti Szalonban, majd 1934-ben önállóan állítottak ki a Szépművészeti Kiállítások Helyiségében, azaz a Fränkel Szalonban.

## Alapítói és tagjai
- Bartók Mária
- Bene Géza
- Bertalan Albert
- Burchard Bélaváry Alice(fr)
- Borbereki-Kovács Zoltán
- Ecsődi Ákos
- Gadányi Jenő
- Gábor Jenő
- Hincz Gyula
- Kádár Béla
- Kemény László
- Klie Zoltán
- Járitz Rózsa
- Miháltz Pál
- Pécsi-Pilch Dezső
- Perényi Lenke
- Róna Emmy
- Rozgonyi László
- Sztehló Ilona (Lujza)
- Vaszkó Erzsébet
- Vaszkó Ödön
- Vilt Tibor

A lista nem teljes.